# Myotragus
Myotragus (від грец. μῦς, τράγος — миша-козел) — вимерлий рід козлів-антилоп, які мешкали на Балеарських островах Майорка та Менорка в західному Середземномор'ї. до його зникнення приблизно 4500 років тому.
Скам'янілості Myotragus на Балеарських островах сягають понад 5 мільйонів років тому до раннього пліоцену на Майорці, куди він, ймовірно, прибув після значного падіння рівня моря під час Мессінської кризи солоності. Міотрагус представлений шістьма послідовними хроновидами, що представляють поступову зміну морфології. Наймолодший і найвідоміший вид, M. balearicus, відомий низкою незвичайних морфологічних пристосувань, включаючи очі, спрямовані вперед, що вказує на бінокулярний зір, і рептилійну фізіологію. Ранні генетичні дослідження показали, що він був тісно пов’язаний з вівцями роду Ovis, однак останні дослідження показали, що його найближчим живим родичем є такін (Budorcas taxicolor).
Панівною є теорія, яка постулює вимирання через людину. Традиційні методи датували першу людську колонізацію Балеарських островів 5000 роком до н.е. або навіть раніше, але подальші тести за допомогою сучасних методів датування чітко показують, що людини не було до 3000 року до н.е. Ця дата дуже узгоджується з швидким занепадом трьох форм. Наймолодші останки Міотрага датуються приблизно 2632 роками до нашої ери, тоді як мінімальна дата прибуття людини на Балеарські острови в даний час становить 2282 рік до нашої ери. Вимирання, ймовірно, було швидким протягом менш ніж 100 років після прибуття людини на острови.

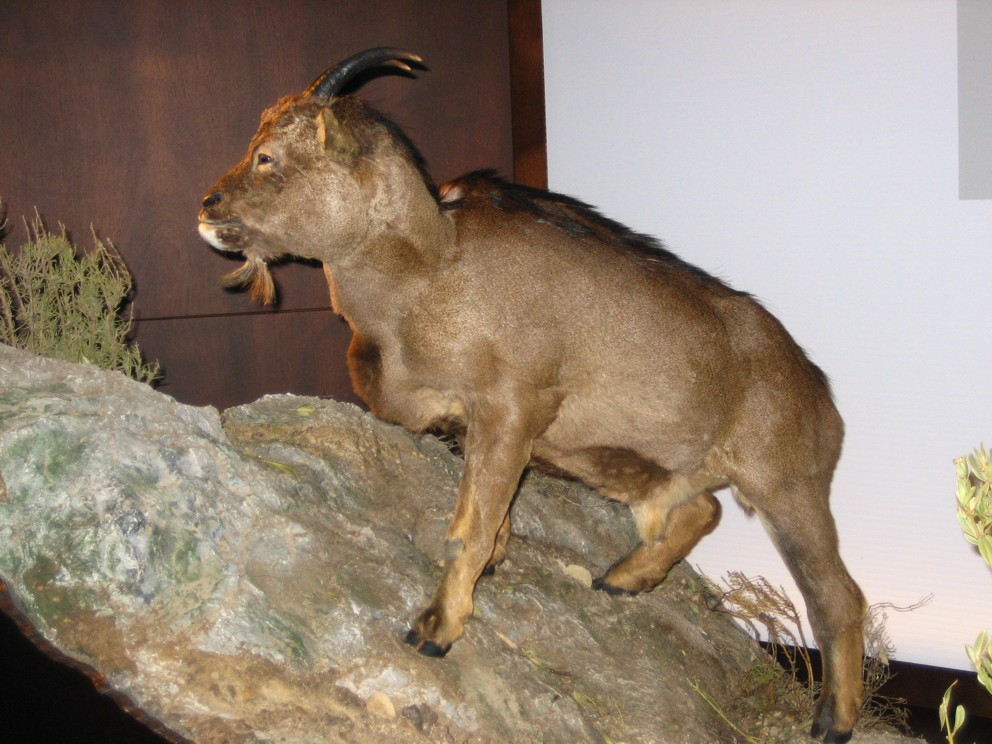
Реставрація M. balearicus